# 旋風の用心棒
『旋風の用心棒』（かぜのようじんぼう）は、黒澤明監督作品『用心棒』を題材に現代風にアレンジされた、2001年10月1日から2002年3月25日に日本テレビで放送されたテレビアニメ作品、及びパチスロ。アニメ版はVHS版は全8巻、DVD版は全5巻がキングレコードから発売された。
本項では、このうちテレビアニメ作品について述べる。

## ストーリー
東京から北へ数百キロ。「鬼無宿」という小さな町がある。小さいながらも、対立する二つの勢力が危うい均衡を保っている町。
ある秋の日、一人の若者がその町を訪れた。若者の名は「谺 丈二（こだま じょうじ）」。ある人物の消息を尋ねるためにやってきたのだが、有力な情報が得られない。町の人間はよそ者の丈二に不審を抱き、ある者は敵対し、ある者は味方に抱き込もうと動き始めた。運命の歯車はゆっくりと回り始める。

## 登場人物
谺 丈二（こだま じょうじ）
声 - 平田広明
本作の主人公。年齢・出生等は不明の風来坊。喧嘩がめっぽう強く、銃をもった相手にも立ち向かうなど度胸もあり、頭脳も明晰。「荒鬼源蔵」という男を捜しに鬼無宿に来て以来、様々な勢力の顧問・用心棒として転々とし情報収集をしているが、アライグマと美雪を除いて街の住人にはあまり歓迎はされていない。「GEORGE. K」と書かれたドッグタグを所持している。ラーメンやソバなど麺類をよく食べる。マムシが嫌い。
田野倉 周作（たのくら しゅうさく）
声 - 辻親八
県議会議員であり鬼無宿の実力者。銅山の開山立役者であり、権利者でもある。狸親父と言わんばかりの豪胆とした性格で、家族を省みない男と美雪には思われているが、実際はとても家族想いな男。
田野倉 美雪（たのくら みゆき）
声 - 小林沙苗
周作の娘である高校生。
荒鬼 早苗（あらき さなえ）
声 - 篠原恵美
ホテル「荒鬼館」の女将。猟友会に所属しており、ライフルの扱いが達者。二つの勢力とは別に、丈二を用心棒に雇う。何か素性に秘密があるようで、銀鮫興産と田野倉、両方のトップと繋がりがある。
トンボのマスター
声 - 塚田正昭
レストラン「TONBO」の主人。
小西（こにし）
声 - 千田光男
TONBOのすぐそばの駐在所に勤務している、定年待ちの警察官。
銀 鮫吉（しろがね さめきち）
声 - 大塚芳忠
銀鮫興産社長。三兄弟の長男。早苗に好意を持つ。とある人物の命令で送り込まれ、15年前の事件の調査のために長年にわたり鬼無宿に留まっている。
銀 鱶次郎（しろがね ふかじろう）
声 - 宗矢樹頼
三兄弟の次男で専務。ややおっちょこちょい。鱗からは「鱶兄（ふかにい）」と呼ばれる。髭面の巨漢で、普段のにこやかな表情とヤクザとしての凶暴な本性を使い分けている。
銀 鱗（しろがね りん）
声 - 宮本充
三兄弟の三男で常務。物語中旬から登場。殺人による服役後、鬼無宿へ戻ってきた。端正な外見と裏腹に狂気じみた言動や行動が多い。何かにつけて丈二を気にかけ、彼のような鋭い洞察力を時に見せるなど、丈二のライバルとして位置付けられる。中国製のリボルバーを所持している。煙草嫌い。
アライグマ / 新井 熊吉（あらい くまきち）
声 - 廣田行生
銀鮫興産社員で腕っぷしも強く、丈二に因縁をつけるが、喧嘩で完敗。丈二が女性に人気な秘密を探るため丈二の舎弟になる。後々から奇妙な友情が芽生える。強面の姿とは裏腹に小心者で、お人よし。

## スタッフ
- 原案 - サミー株式会社、黒澤プロダクション
- 監督 - 伊達勇登
- ストーリーアドバイザー - 鳥海永行
- シリーズ構成 - 隅沢克之
- キャラクターデザイン - 伊藤岳史
- 美術監督 - 一色美緒
- 色彩設定 - 川見拓也
- 撮影監督 - 松本敦穂
- 編集 - 森田清次
- 音楽 - 斉藤恒芳
- 音響監督 - 高桑一
- プロデューサー - 山下洋、渡辺哲也、布川ゆうじ
- アニメーション制作 - ぴえろ
- 製作著作 - 日本テレビ、電通、スタジオぴえろ

## 主題歌
オープニングテーマ「東京」
作詞・作曲 - 山本智幸 / 編曲 - 石川鉄男 / 歌 - エスカーゴ
エンディングテーマ「シチュエーション」
作詞・作曲 - 野田智洋 / 編曲 - 根本健一、エスカーゴ / 歌 - エスカーゴ

## 各話リスト
| 話数 | サブタイトル       | 脚本              | 絵コンテ   | 演出         | 作画監督            | 放送日         |
| ---- | ------------------ | ----------------- | ---------- | ------------ | ------------------- | -------------- |
| 1    | 砂塵と共に…        | 鳥海永行 隅沢克之 | 伊達勇登   | 伊達勇登     | 西宝壌土            | 2001年 10月1日 |
| 2    | 赤い蛇沼           | 隅沢克之          | 久城りおん | 久城りおん   | 大坪幸麿            | 10月8日        |
| 3    | ボディガード       | 矢島大輔          | 石山タカ明 | 石山タカ明   | 崔訓哲              | 10月15日       |
| 4    | 花と毒虫           | 大和屋暁          | 武本康弘   | 山本寛       | 池田和美            | 10月22日       |
| 5    | 追跡               | 横手美智子        | 小柴純弥   | 小柴純弥     | 大西雅也            | 10月29日       |
| 6    | 上がらない踏み切り | 横手美智子        | 影山楙倫   | 岩永彰       | 柳野龍男            | 11月5日        |
| 7    | 鬼の伝説           | 西園悟            | 高橋資祐   | 熊谷雅晃     | 高橋資祐            | 11月19日       |
| 8    | カジノ列車         | 大和屋暁          | 久城りおん | 久城りおん   | 大坪幸麿            | 11月26日       |
| 9    | 15年目の真実       | 矢島大輔          | 石山タカ明 | 石山タカ明   | 崔訓哲              | 12月3日        |
| 10   | 赤い夢 白い記憶    | 隅沢克之          | 山本寛     | 山本寛       | 池田和美 上野真理子 | 12月10日       |
| 11   | 闇に蠢く           | 横手美智子        | 伊達勇登   | 伊達勇登     | 西宝壌土            | 12月17日       |
| 12   | 残響               | 大和屋暁          | 阿部記之   | 伊達勇登     | 大西雅也            | 12月24日       |
| 13   | 帰ってきた男       | 隅沢克之          | 都留稔幸   | 都留稔幸     | 鈴木博文            | 2002年 1月7日  |
| 14   | 偽りの和解         | 西園悟            | 影山楙倫   | 岩永彰       | 東出太              | 1月14日        |
| 15   | 反撃               | 矢島大輔          | 久城りおん | 久城りおん   | 大坪幸麿            | 1月21日        |
| 16   | 人質交換           | 横手美智子        | 山本寛     | 山本寛       | 池田和美            | 1月21日        |
| 17   | 大捜索             | 水越保            | 高橋資祐   | 小比類巻丈   | 高橋資祐            | 1月28日        |
| 18   | 抗争               | 西園悟            | 石山タカ明 | 山口美浩     | 崔訓哲              | 2月4日         |
| 19   | スナイパー         | 大和屋暁          | 小柴純弥   | 小柴純弥     | 西宝壌土            | 2月11日        |
| 20   | BINGO!             | 矢島大輔          | 影山楙倫   | 井之川慎太郎 | 東出太              | 2月18日        |
| 21   | 真実の行方         | 横手美智子        | 久城りおん | 久城りおん   | 大坪幸麿            | 2月25日        |
| 22   | 田野倉邸炎上       | 西園悟            | 武本康弘   | 山本寛       | 池田和美            | 3月4日         |
| 23   | 大暴走             | 大和屋暁          | 熊谷雅晃   | 熊谷雅晃     | 番由紀子            | 3月11日        |
| 24   | 危機一発!          | 隅沢克之          | 石山タカ明 | 山西卓       | 崔訓哲              | 3月18日        |
| 25   | あばよ             | 隅沢克之          | 都留稔幸   | 都留稔幸     | 鈴木博文            | 3月25日        |

## 映画
2003年1月25日からは、同名の実写映画も公開された。

### キャスト
- 谺丈二 - 仲村靖秀
- 村岡リン - 川原亜矢子
- 村岡圭吾 - 伊崎充則
- 田野倉美雪 - 大村彩子
- 白浜修一 - 甲本雅裕
- 白浜早苗 - 松永恵美
- 白浜守 - 高田圭輔
- 小野寺房子 - かとうかずこ
- 田野倉周作 - 大和田伸也
- 佐伯刑事 - 村田雄浩

### スタッフ（映画）
- 監督 - 川原圭敬
- 脚本 - 石川雅也・川原圭敬
- 音楽 - mackie / 横山貢介
- 制作プロダクション - プロフェッショナルマネージメント株式会社
- 製作 - サミー株式会社・フィールズ株式会社
- 配給 - エムロックス

## パチスロ
- 旋風の用心棒（2003年、ロデオ）

なお、ロデオからは2011年にも「旋風の用心棒〜胡蝶の記憶〜」というパチスロ機が発売されているが、本作からおおまかな世界観などを受け継いだだけで、関連性は希薄である。